# FK Mohelnice
FK Mohelnice je český fotbalový klub, který sídlí ve městě Mohelnice v Olomouckém kraji. Založen byl dne 21. června 1946. Klubovými barvami jsou fialová a bílá.
Mezi sezonami 2015/16 a 2017/18 klub hrál v MSFL, ve třetí nejvyšší soutěži se objevil po 52 letech. V polovině července 2015 se do týmu jako hrajícího asistenta trenéra Romana Sedláčka a hlavního trenéra „B“ mužstva podařilo ze Zábřehu získat velezkušeného Michala Kováře.
Po sestupu z MSFL, se klub přihlásil do Přeboru Olomouckého kraje, ve kterém působí doposud.

## Historické názvy
Zdroj: 
- 1946 – SK Mohelnice (Sportovní klub Mohelnice)
- 1953 – DSO Spartak Mohelnice (Dobrovolná sportovní organisace Spartak Mohelnice)
- 1961 – TJ Spartak Mohelnice (Tělovýchovná jednota Spartak Mohelnice)
- 1969 – TJ MEZ Mohelnice (Tělovýchovná jednota Moravské elektrotechnické závody Mohelnice)
- 1991 – FK Mohelnice (Fotbalový klub Mohelnice)
- 1995 – fúze s TJ Tatran Moravičany ⇒ FK Mohelnice-Moravičany (Fotbalový klub Mohelnice-Moravičany)
- 2010 – znovu oddělení ⇒ FK Mohelnice (Fotbalový klub Mohelnice)

## Umístění v jednotlivých sezonách
Zdroj: 
Legenda: Z - zápasy, V - výhry, R - remízy, P - porážky, VG - vstřelené góly, OG - obdržené góly, +/- - rozdíl skóre, B - body, červené podbarvení - sestup, zelené podbarvení - postup, fialové podbarvení - reorganizace, změna skupiny či soutěže
| Československo (1952 – 1993) |                                      |        |    |    |       |    |    |    |     |    |        |
| Sezóny                       | Liga                                 | Úroveň | Z  | V  | R     | P  | VG | OG | +/- | B  | Pozice |
| 1953                         | Krajská soutěž - Olomouc             | 3      | 11 | 5  | 4     | 2  | 25 | 21 | +4  | 14 | 2.     |
| 1954                         | Krajská soutěž - Olomouc             | 3      | 22 | 6  | 7     | 9  | 51 | 49 | +2  | 19 | 9.     |
| ...                          |                                      |        |    |    |       |    |    |    |     |    |        |
| 1962/63                      | Severomoravský krajský přebor        | 3      | 26 | 7  | 2     | 17 | 44 | 91 | −47 | 16 | 12.    |
| ...                          |                                      |        |    |    |       |    |    |    |     |    |        |
| 1969/70                      | I. A třída Středomoravské župy       | 6      | 26 | 14 | 3     | 9  | 44 | 37 | +7  | 31 | 4.     |
| ...                          |                                      |        |    |    |       |    |    |    |     |    |        |
| 1991/92                      | Hanácký župní přebor                 | 5      | 26 | 9  | 6     | 11 | 35 | 38 | −3  | 24 | 8.     |
| 1992/93                      | Hanácký župní přebor                 | 5      | 26 | 6  | 10    | 10 | 45 | 52 | −7  | 22 | 12.    |
| Česko (1993 – )              |                                      |        |    |    |       |    |    |    |     |    |        |
| Sezóna                       | Liga                                 | Úroveň | Z  | V  | R     | P  | VG | OG | +/- | B  | Pozice |
| 1993/94                      | Hanácký župní přebor                 | 5      | 30 | 10 | 6     | 14 | 45 | 45 | 0   | 26 | 10.    |
| 1994/95                      | Hanácký župní přebor                 | 5      | 30 | 22 | 7     | 1  | 63 | 20 | +43 | 73 | 1.     |
| 1995/96                      | Divize E                             | 4      | 30 | 18 | 6     | 6  | 55 | 34 | +21 | 60 | 2.     |
| 1996/97                      | Divize E                             | 4      | 30 | 7  | 11    | 12 | 33 | 39 | −6  | 29 | 15.    |
| 1997/98                      | Hanácký župní přebor                 | 5      | 30 | 10 | 6     | 14 | 41 | 47 | −6  | 36 | 10.    |
| 1998/99                      | Hanácký župní přebor                 | 5      | 30 | 9  | 8     | 13 | 40 | 44 | −4  | 35 | 15.    |
| ...                          |                                      |        |    |    |       |    |    |    |     |    |        |
| 2001/02                      | I. A třída Hanácké župy – sk. A      | 6      | 26 | 11 | 5     | 10 | 33 | 33 | 0   | 38 | 4.     |
| 2002/03                      | I. A třída Olomouckého kraje – sk. A | 6      | 26 | 13 | 5     | 8  | 41 | 25 | +16 | 44 | 4.     |
| 2003/04                      | I. A třída Olomouckého kraje – sk. A | 6      | 26 | 20 | 4     | 2  | 71 | 15 | +56 | 64 | 1.     |
| 2004/05                      | Přebor Olomouckého kraje             | 5      | 28 | 15 | 5     | 8  | 54 | 28 | +26 | 50 | 3.     |
| 2005/06                      | Přebor Olomouckého kraje             | 5      | 30 | 20 | 6     | 4  | 77 | 27 | +50 | 66 | 2.     |
| 2006/07                      | Přebor Olomouckého kraje             | 5      | 30 | 17 | 9     | 4  | 49 | 19 | +30 | 60 | 2.     |
| 2007/08                      | Přebor Olomouckého kraje             | 5      | 30 | 20 | 6     | 4  | 63 | 25 | +38 | 66 | 2.     |
| 2008/09                      | Divize D                             | 4      | 30 | 7  | 4     | 19 | 33 | 62 | −29 | 25 | 16.    |
| 2009/10                      | Přebor Olomouckého kraje             | 5      | 30 | 20 | 5     | 5  | 70 | 32 | +38 | 65 | 1.     |
| 2010/11                      | Divize E                             | 4      | 28 | 8  | 7     | 13 | 32 | 50 | −18 | 31 | 13.    |
| 2011/12                      | Divize E                             | 4      | 30 | 15 | 5     | 10 | 53 | 49 | +4  | 50 | 5.     |
| 2012/13                      | Divize E                             | 4      | 30 | 11 | 8     | 11 | 44 | 41 | +3  | 41 | 7.     |
| 2013/14                      | Divize E                             | 4      | 30 | 13 | 9     | 8  | 37 | 26 | +11 | 48 | 4.     |
| 2014/15                      | Divize E                             | 4      | 30 | 18 | 5     | 7  | 53 | 25 | +28 | 59 | 1.     |
| 2015/16                      | Moravskoslezská fotbalová liga       | 3      | 30 | 10 | 12    | 8  | 39 | 36 | +3  | 42 | 9.     |
| 2016/17                      | Moravskoslezská fotbalová liga       | 3      | 30 | 9  | 9     | 12 | 38 | 50 | −12 | 36 | 11.    |
| 2017/18                      | Moravskoslezská fotbalová liga       | 3      | 30 | 3  | 5     | 22 | 34 | 73 | −39 | 14 | 16.    |
| 2018/19                      | Přebor Olomouckého kraje             | 5      | 28 | 13 | 4     | 11 | 55 | 52 | +3  | 44 | 6.     |
| ** 2019/20                   | Přebor Olomouckého kraje             | 5      | 16 | 8  | 1 / 2 | 5  | 35 | 27 | +8  | 28 | 8.     |
| ** 2020/21                   | Přebor Olomouckého kraje             | 5      | 10 | 3  | 0     | 6  | 20 | 23 | −3  | 11 | 13.    |
| 2021/22                      | Přebor Olomouckého kraje             | 5      | 30 | 19 | 0     | 8  | 87 | 44 | +43 | 62 | 3.     |
| 2022/23                      | Přebor Olomouckého kraje             | 5      | 30 | 9  | 4     | 17 | 48 | 57 | −9  | 31 | 13.    |
| 2023/24                      | Přebor Olomouckého kraje             | 5      | 30 | 11 | 5     | 14 | 54 | 63 | −9  | 38 | 11.    |
| 2024/25                      | Přebor Olomouckého kraje             | 5      | 30 | 10 | 4     | 16 | 36 | 57 | −21 | 34 | 12.    |

Poznámky:
- 1953: Tento ročník byl hrán jednokolově.

- 1996/97: Mužstvu byly odečteny 3 body.
- 2007/08: Postoupilo taktéž vítězné mužstvo FK SAN-JV Šumperk.
- 2017/18 - Klub se po sestupu z MSFL vzdal účasti v Divizi E, a přihlásil se do Přeboru Olomouckého kraje

**= sezona předčasně ukončena z důvodu pandemie covidu-19

## FK Mohelnice „B“
FK Mohelnice „B“ byl rezervním týmem Mohelnice, který se před začátkem sezony 2016/17 odhlásil z Přeboru Olomouckého kraje (5. nejvyšší soutěž). Největšího úspěchu dosáhl klub v sezóně 2014/15, kdy se v Přeboru Olomouckého kraje (5. nejvyšší soutěž) umístil na 8. místě. V sezoně 2017/18 zahájil ve III. třídě okresu Šumperk, ale pro další soutěžní ročník se nepřihlásil do žádné soutěže.

### Umístění v jednotlivých sezonách
Zdroj: 
Legenda: Z - zápasy, V - výhry, R - remízy, P - porážky, VG - vstřelené góly, OG - obdržené góly, +/- - rozdíl skóre, B - body, červené podbarvení - sestup, zelené podbarvení - postup, fialové podbarvení - reorganizace, změna skupiny či soutěže
| Česko (2001 – )          |                                      |        |                                                                   |                                                                   |                                                                   |                                                                   |                                                                   |                                                                   |                                                                   |                                                                   |        |
| Sezóny                   | Liga                                 | Úroveň | Z                                                                 | V                                                                 | R                                                                 | P                                                                 | VG                                                                | OG                                                                | +/-                                                               | B                                                                 | Pozice |
| 2001/02                  | I. B třída Hanácké župy – sk. B      | 7      | 26                                                                | 7                                                                 | 11                                                                | 8                                                                 | 50                                                                | 51                                                                | −1                                                                | 32                                                                | 10.    |
| 2002/03                  | I. B třída Olomouckého kraje – sk. C | 7      | 26                                                                | 5                                                                 | 5                                                                 | 16                                                                | 36                                                                | 56                                                                | −20                                                               | 20                                                                | 13.    |
| 2003/04                  | I. B třída Olomouckého kraje – sk. C | 7      | 26                                                                | 8                                                                 | 4                                                                 | 14                                                                | 41                                                                | 53                                                                | −12                                                               | 28                                                                | 11.    |
| 2004/05                  | I. B třída Olomouckého kraje – sk. B | 7      | 26                                                                | 15                                                                | 6                                                                 | 5                                                                 | 56                                                                | 26                                                                | +30                                                               | 51                                                                | 2.     |
| 2005/06                  | I. B třída Olomouckého kraje – sk. B | 7      | 26                                                                | 12                                                                | 1                                                                 | 13                                                                | 41                                                                | 41                                                                | 0                                                                 | 37                                                                | 8.     |
| 2006/07                  | I. B třída Olomouckého kraje – sk. B | 7      | 26                                                                | 13                                                                | 4                                                                 | 9                                                                 | 46                                                                | 38                                                                | +8                                                                | 43                                                                | 5.     |
| 2007/08                  | I. B třída Olomouckého kraje – sk. B | 7      | 26                                                                | 10                                                                | 2                                                                 | 14                                                                | 44                                                                | 65                                                                | −21                                                               | 32                                                                | 9.     |
| 2008/09                  | I. B třída Olomouckého kraje – sk. B | 7      | 26                                                                | 16                                                                | 5                                                                 | 5                                                                 | 70                                                                | 30                                                                | +40                                                               | 53                                                                | 2.     |
| 2009/10                  | I. B třída Olomouckého kraje – sk. B | 7      | 26                                                                | 12                                                                | 2                                                                 | 12                                                                | 74                                                                | 56                                                                | +18                                                               | 38                                                                | 7.     |
| 2010/11                  | I. B třída Olomouckého kraje – sk. C | 7      | 26                                                                | 18                                                                | 6                                                                 | 2                                                                 | 73                                                                | 27                                                                | +46                                                               | 60                                                                | 1.     |
| 2011/12                  | I. A třída Olomouckého kraje – sk. A | 6      | 26                                                                | 8                                                                 | 9                                                                 | 9                                                                 | 45                                                                | 47                                                                | −2                                                                | 33                                                                | 9.     |
| 2012/13                  | I. A třída Olomouckého kraje – sk. A | 6      | 26                                                                | 11                                                                | 8                                                                 | 7                                                                 | 47                                                                | 42                                                                | +5                                                                | 41                                                                | 4.     |
| 2013/14                  | I. A třída Olomouckého kraje – sk. A | 6      | 26                                                                | 17                                                                | 2                                                                 | 7                                                                 | 62                                                                | 26                                                                | +36                                                               | 53                                                                | 1.     |
| 2014/15                  | Přebor Olomouckého kraje             | 5      | 30                                                                | 12                                                                | 4                                                                 | 14                                                                | 49                                                                | 54                                                                | −5                                                                | 40                                                                | 8.     |
| 2015/16                  | Přebor Olomouckého kraje             | 5      | 30                                                                | 10                                                                | 6                                                                 | 14                                                                | 41                                                                | 48                                                                | −7                                                                | 36                                                                | 9.     |
| 2016/17                  | Přebor Olomouckého kraje             | 5      | B-mužstvo se odhlásilo v průběhu sezóny, výsledky byly anulovány. | B-mužstvo se odhlásilo v průběhu sezóny, výsledky byly anulovány. | B-mužstvo se odhlásilo v průběhu sezóny, výsledky byly anulovány. | B-mužstvo se odhlásilo v průběhu sezóny, výsledky byly anulovány. | B-mužstvo se odhlásilo v průběhu sezóny, výsledky byly anulovány. | B-mužstvo se odhlásilo v průběhu sezóny, výsledky byly anulovány. | B-mužstvo se odhlásilo v průběhu sezóny, výsledky byly anulovány. | B-mužstvo se odhlásilo v průběhu sezóny, výsledky byly anulovány. |        |
| 2017/18                  | Okresní soutěž Šumperska             | 9      | 26                                                                | 21                                                                | 1 / 0                                                             | 4                                                                 | 129                                                               | 37                                                                | +92                                                               | 65                                                                | 1.     |
| B - mužstvo bylo zrušeno |                                      |        |                                                                   |                                                                   |                                                                   |                                                                   |                                                                   |                                                                   |                                                                   |                                                                   |        |